# Hidari bhawani
Hidari bhawani är en fjärilsart som beskrevs av De Nicéville 1888. Hidari bhawani ingår i släktet Hidari och familjen tjockhuvuden. Inga underarter finns listade i Catalogue of Life.